# Batalla del Forcat
La batalla del Forcat de 1404 fou un dels combats de les bandositats del Regne de València.

## Antecedents
Les bandositats, oposaren a finals del segle xiv als Centelles amb els Soler. Gilabert de Centelles i Riu-sec capitanejà des de 1398 als Centelles, oposats als Soler, capitanejats per Jaume de Soler. Les principals incidències de la lluita foren la mort de Pere de Centelles, germà de Gilabert, i de Lluís de Soler el 1398, i l'assassinat per ordre de Gilabert del cap del bàndol contrari, Jaume de Soler el 1403, 

## Batalla
Els dos bàndols es van enfrontar finalment a Llombai el 21 d'abril de 1404 als voltants de Llombai i en el combat van resultar vencedors els Soler.